# EHC Red Bull München
Az EHC Red Bull München egy német jégkorongcsapat Münchenben. A csapat a Deutsche Eishockey Ligában játszik. A klub négyszeres német bajnok.

## Története
A klubot 1998-ban alapították Eishockeyclub HC München 98 néven.

### Korábban használt nevek
- 1998–2004 – Eishockeyclub HC München 98
- 2004–2012 – EHC München
- 2012–napjainkig – EHC Red Bull München

## Helyezések
Deutsche Eishockey Liga-bajnok: 2015-16, 2016-17, 2017-18, 2022-23